# George Connor
George Connor, ameriški dirkač Formule 1, * 16. avgust 1906, Rialto, Kalifornija, ZDA, † 28. marec 2001, Hesperia, Kalifornija, ZDA.

## Življenjepis
Connor je pokojni ameriški dirkač, ki je med letoma 1935 in 1952 sodeloval na ameriški dirki Indianapolis 500, ki je med letoma 1950 in 1960 štela tudi za prvenstvo Formule 1. Najboljša rezultata je dosegel na dirki v letih 1950 in 1952, ko je zasedel osmo mesto. Umrl je leta 2001.